# قتل الزوجة

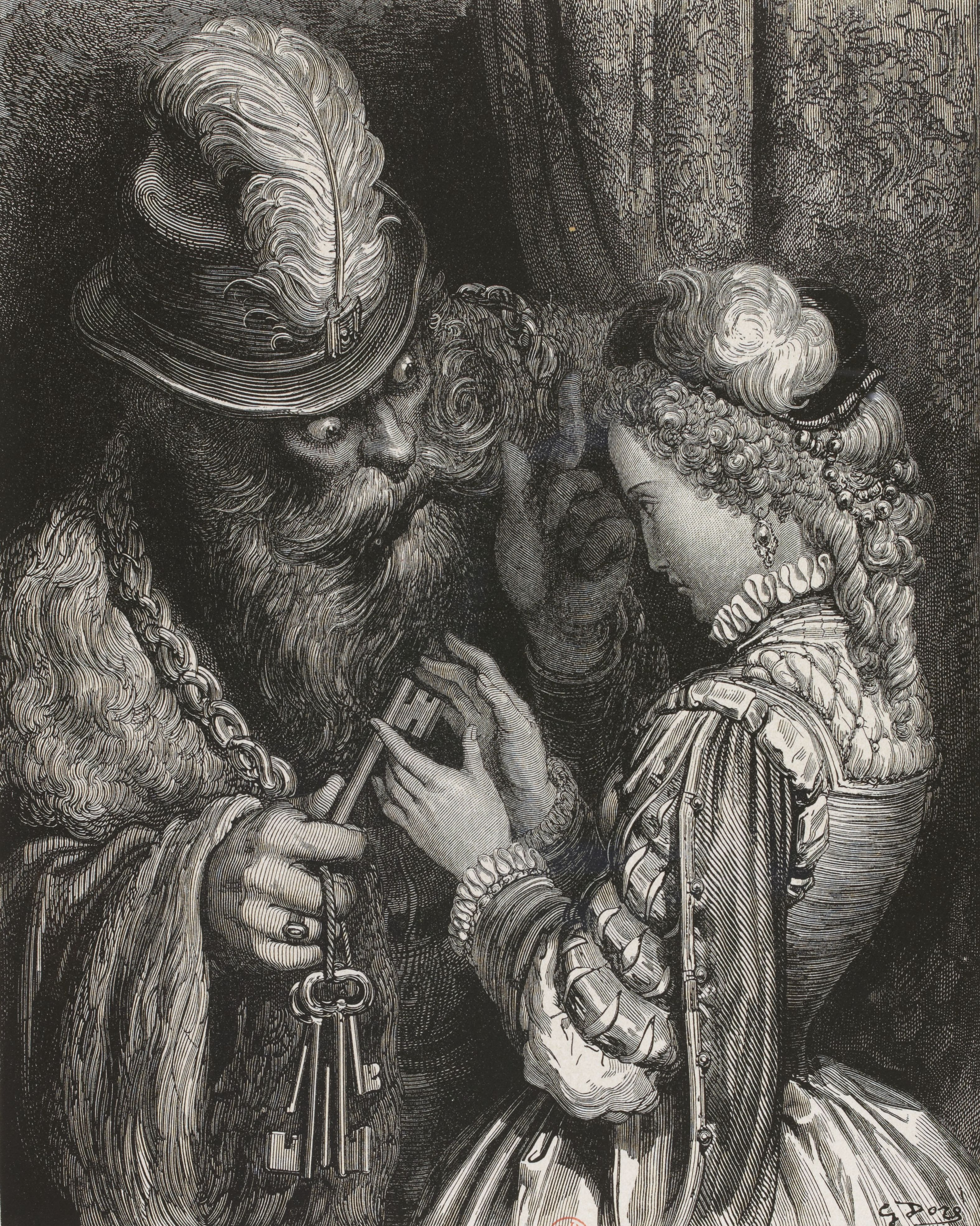

قتل الزوجة (أو Uxoricide من اللاتينية إذ تعني كلمة uxor زوجة، وتعني كلمة caedere يقطع أو يقتل) هو قتل الفرد لزوجته أو للشريك الرومنسي. قد يُشير إلى الفعل نفسه أو إلى الشخص الذي يقوم به. يُطلق على قتل الزوج اسم mariticide.

## معدلات قتل الزوجة
على الرغم من انخفاض معدلات العنف الزوجي والقتل في الولايات المتحدة منذ السبعينات، إلا أن معدلات قتل الزوجات أعلى بكثير من معدلات قتل الأزواج. من بين 2340 حالة قتل بأيدي شريك في علاقة حميمة في الولايات المتحدة في 2007، شكلت الضحايا من الإناث حوالي 70%. اكتشفت بيانات مكتب التحقيقات الفدرالي من منتصف السبعينات إلى منتصف الثمانينات أنه لكل 100 حالة قتل زوج لزوجته في الولايات المتحدة، تقتل النساء حوالي 75 زوجا، إلا أن النساء كنّ أكثر قتلا لأزواجهن في بعض المدن الأمريكية مثل شيكاغو ودترويت وهوستن وسانت لويس. اختلفت معدلات قتل الزوجات أيضا بين المجوعات الديموغرافية الثانوية، إذ كانت أكثر بحوالي 8.5 ضعف بين الأمريكيين الأفارقة عن الأمريكيين البيض، كما كانت أكثر بحوالي 7.5 في الزواج مختلط الأعراق.
في منطقة جنوب شرق آسيا، قُتل 55% من كل النساء المقتولات بأيدي شريكهنّ، يليها 40% في المنطقة الأفريقية، و38% في الأمريكتين. تقدر الاكتشافات الأولية لدراسة حالية أنه عالميا 35% من النساء المقتولات قُتلن بأيدي شركائهن في علاقة حميمة.
على ما يبدو، فإن معدلات قتل الزوجة تتذبذب في الحضارات الغربية، إذ نجد حوالي سبع نساء يُقتلن شهريا في إنجلترا وويلز، وحوالي أربع نساء في أستراليا، وحوالي 76 شهريا في الولايات المتحدة. لاحظ أن هذه البيانات من سنوات مختلفة، وأن عدد سكان الولايات المتحدة أكبر بكثير من المملكة المتحدة وأستراليا.

## التفسيرات النفسية الدينامية

### الصراع اللاواعي
قدّم مناصرو النظريات النفسية الدينامية تفسيرات لحدوث قتل الزوجات، إذ اقترحوا أن الرجال الذين يقتلون شريكاتهم يختبرون كلا من اعتماد لا واعٍ على زوجاتهم، وكراهية واحتقار لها. يتمني هؤلاء الرجال مغادرة هذه العلاقة، ولكن دون معرفة يرون أنفسهم أكثر عجزا من فعل ذلك، والذي يبلغ أوجه في الاعتقاد بأن قتل الزوجة هو الطريقة الوحيدة ليتحرر منها. يقدم هذا الأسلوب تفسيرا بديلا للحوادث التي يقتل فيها الرجل زوجته ثم ينتحر فورا، فالرجل لم يُنه حياته بسبب شعوره بالذنب، وإنما بسبب عجزه المتصور واتكاليته.

### آليات الدفاع
ربط البعض أيضا بين العنف في الطفولة واحتمالية وقوع قتل الزوجة. يجادل الباحثين في علم النفس الدينامي أن كون المرء ضحية للعنف في الطفولة يؤدي إلى كونه مرتكبا للعنف المنزلي عند البلوغ كأحد الآليات الدفاعية. في هذه الحالة، العنف هو تكيف دفاعي لا واعٍ لصدمة الطفولة ولغيرها من الأحداث المتضاربة. ذكر بعض باحثي علم النفس الدينامي الآخرين أن اختبارات التقدير الموضوعاتي كشفت عن ميل واضح للرفض الأمومي أو الزوجي للرجال الذين يقومون بقتل الزوجة.

## عوامل الخطر

تمثال لودوفيسي الغال وزوجته

تصاعُد الخلاف اللفظي إلى القتل يُعد أكثر من ثُلثي جرائم القتل الزوجي في الولايات المتحدة.

### الحالة الاجتماعية
النساء المُعاشرة غير المتزوجة عُرضة للعُنف الأسري والقتل العمد مقارنة بالمرأة المتزوجة. لقد وجدت الأبحاث أن النساء المُعاشرة غير المتزوجة أكثر عُرضة لتسع مرات للقتل على يد شريكهن الحميم مقارنةً بالمرأة المتزوجة. تمت دراسة عدد من الأسباب المُحتملة لهذا الاستنتاج. من المُرجح أن تكون النساء المُعاشرة غير المتزوجة أصغر سناً، ولديها مستوى تعليمي أقل، وأرجح أن يجلبن أطفالاً من علاقة سابقة إلى المنزل مع شريكهن الحميم الجديد. بالإضافة إلى الخطر الشديد على الأم التي لديها أطفال غير بيولوجيين كما أن زوج الأب غير المرتبط بيولوجياً بالطفل يشكل أيضا خطراً عليه؛ أظهرت الأبحاث أن الأطفال مُعرضون بدرجة أكبر لخطر العُنف والقتل المُتعمد من الآباء غير البيولوجيين مقارنةً بالأب البيولوجي. قد يكون هذا بسبب الاستثمار الذي يأتي من زوج الأم والذي يقلل من الفوائد الإنجابية. ولقد وجدت الأبحاث أن وجود أطفال الزوج يُمكن أن يزيد بشكل كبير من خطر قتل الزوجة. ويُرافق الانتحار وقتل الزوجة عدد كبير من جرائم قتل الأبناء المُتعمد.
بالإضافة إلى ذلك، تتمتع علاقات النساء المُعاشرة غير المتزوجة بمُعدلات انفصال أعلى وقد لا يشعر الذكور في هذه الأنواع من العلاقات بالسيطرة على شركائهم الحميمين وقد يشعرون بالتهديد من قبل المنافسين الذكور. لقد وجدت الأبحاث أن نسبة كبيرة من حالات قتل الزوجة تتبع من الرجل الذي يعتقد أن شريكته الأنثى كانت غير مُخلصة أو تُحاول إنهاء العلاقة. أظهرت الأبحاث أن الإناث غالباً ما يتعرضن لسوء المعاملة المُتزايد بعد إنهاء العلاقة. وجدت دراسة أسترالية أنه من بين عينة من حالات قتل الزوجة، قُتِّلَت 47٪ من النساء على يد شريكهن الحميم من الذكور خلال شهرين من الانفصال. قد تكون الغيرة الجنسية من الأسباب المحتملة لهذا الخطر المُتزايد بعد الانفصال.

## التأثير على الأطفال
عندما يقتل أحد الآباء الآخر، يعاني الأطفال من صدمة كبيرة، إذ يصبح الآخر في السجن غالبا أو ينتحر وبالتالي يعاني الطفل من خسارة هائلة. لم يفقد الطفل أحد الأبوين فقط، وإنما خسر الآخر أيضا الذي كان يعيله وسيساعده في تحمل خسارته. يصاحب هذه الصدمة الهائلة تأثيرات مروعة على الصحة الجسدية والنفسية للأطفال.